# جين هاندلي
جين هاندلي (بالإنجليزية: Gene Handley)‏ هو لاعب كرة قاعدة أمريكي، ولد في 25 نوفمبر 1914 في كينيت في الولايات المتحدة، وتوفي في 12 أبريل 2009 في توسان في الولايات المتحدة.